# 6829 Шармавідор
6829 Шармавідор (6829 Charmawidor) — астероїд головного поясу, відкритий 18 січня 1991 року.
Тіссеранів параметр щодо Юпітера — 3,298.